# Лингенау (герб)
Лингенау (пол. Lingenau) — дворянский род одноименного герба.
Станислав Лингенау был в 1772 г. войтом в селе Czubrowice. Пожалован дворянством с предоставлением герба в 1775 г., предъявил документы в Галиции в 1782 г., а в 1792 г. купил у Юзефа Потоцкого имение Dąbrowicy, в воеводстве Люблинском. Был женат на Eleonory Heinrych, их сын Станислав-Юзеф, унаследовал имения Płonszowic и Dąbrowicy, что подтверждено в Царстве Польском в 1850 г.

## Описание герба
Щит пересечен. В верхнем лазоревом поле серебряные полумесяц между двумя восьмиконечными звездами; в нижнем серебряном поле дерево на зелёном холме.
На щите дворянский коронованный шлем. Нашлемник: дерево. Намёт на щите серебряный, подложенный лазурью.